# Panzer (1914–1933)
Zu Beginn des Ersten Weltkrieges verfügte keine beteiligte Seite über große motorisierte Verbände. Zwar wurden vereinzelt gepanzerte Automobile eingesetzt, zum Beispiel das französische Autoblindé Peugeot 146. Relativ umfangreicher Gebrauch von Panzerautos und Radpanzern wie dem Austin-Putilow war ab 1915 auf russischer Seite festzustellen. Diese Fahrzeuge waren aber straßengebunden und nicht für Operationen auf dem Gefechtsfeld gedacht. Es mangelte ihnen an Geländegängigkeit und Feuerkraft. Mit Vollketten ausgerüstete Fahrzeuge wie der Holt Caterpillar standen zwar zur Verfügung, dienten aber lediglich als Zugmaschine für schwere Artillerie. Sie kamen selten näher als 15 km an die Frontlinie heran. Sie waren nicht als Waffenträger vorgesehen.

## Frühe Entwicklungen

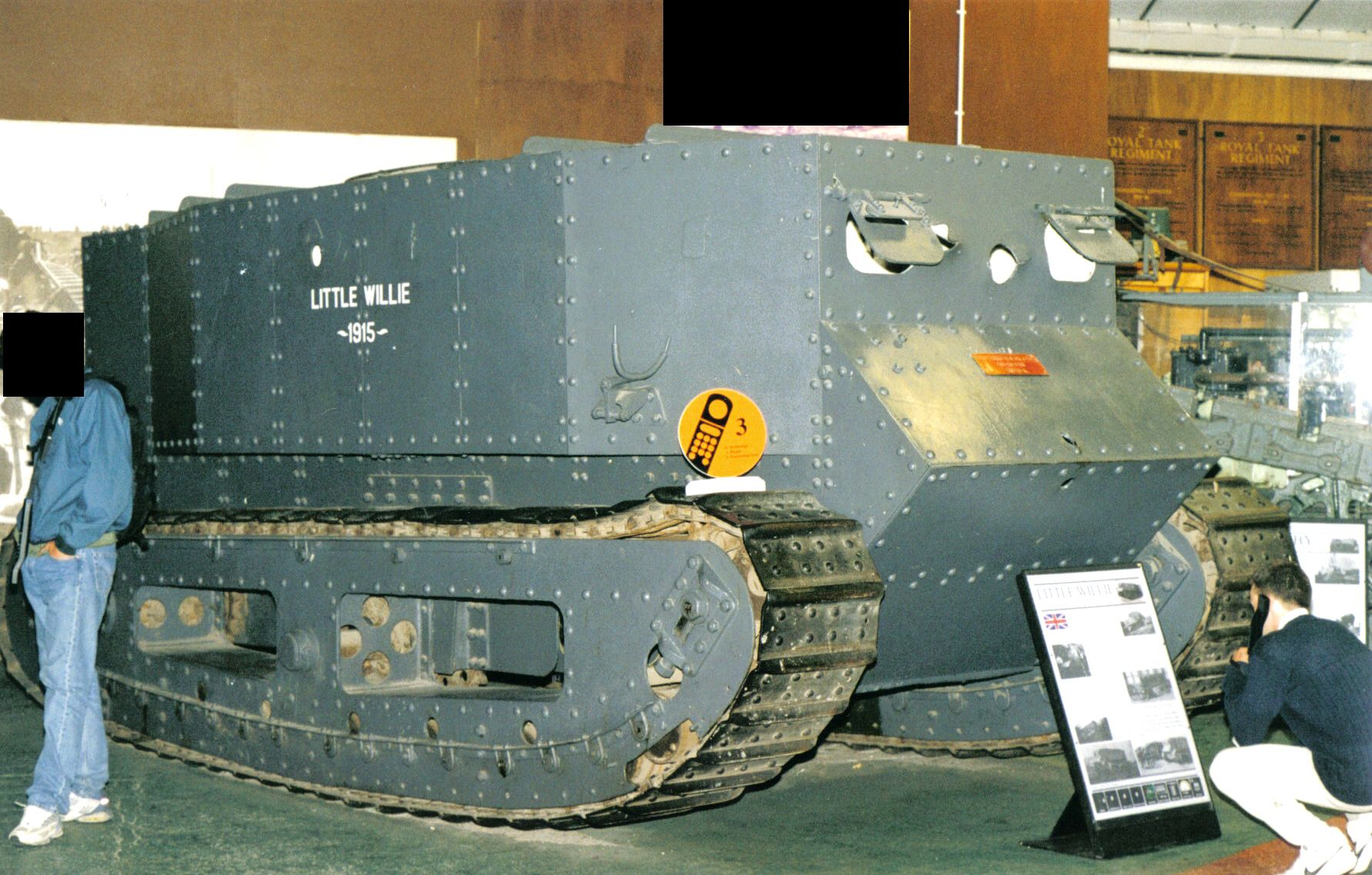
„Little Willie“ im Panzermuseum von Bovington

Seit im Herbst 1914 die Westfront im Stellungskrieg erstarrt war, fehlte ein probates Mittel, die gegnerische Verteidigung zu durchbrechen und wieder in den Bewegungskrieg überzugehen. Selbst Infanteristen wurde der Weg durch das Niemandsland beinahe unmöglich gemacht. Stacheldrahtbewehrte Grabensysteme hemmten das Vorankommen, eine ständige Bedrohung durch Scharfschützen, MG-Nester und Artilleriefeuer machte bereits das Verlassen der eigenen Deckung lebensgefährlich.
Obwohl es vor dem Beginn des Krieges einige Entwürfe und Prototypen von gepanzerten Fahrzeugen gab, wurden diese von der jeweiligen Militärführung abgelehnt. Erst als im Krieg die konventionellen Taktiken nicht mehr funktionierten, wurde man offen für neue Ideen.
Auf britischer Seite stellten Oberstleutnant Ernest Swinton und Maurice Hankey, der Sekretär des britischen Nationalen Verteidigungsrates, erste Überlegungen an, ein gepanzertes Kettenfahrzeug zu entwickeln. Entsprechend gepanzert und bewaffnet sollte das Fahrzeug als MG-Zerstörer dienen und einen erneuten Übergang zum Bewegungskrieg ermöglichen. Swinton schaffte es, für den 17. Februar 1915 eine Vorführung seiner ersten Entwürfe zu erwirken. An diesem Tag hatte es stark geregnet. Der Holt Caterpillar sollte einen LKW, beladen mit 2,5 Tonnen Sand, durch das aufgeweichte Gelände ziehen. Dieses Gewicht sollte Panzerung und Bewaffnung des zukünftigen Panzers simulieren. Das Gerät versagte. Die Tatsache, dass es einen Unterschied macht, ob das Gewicht auf dem Fahrzeug selbst liegt oder gezogen werden muss, wurde damals gar nicht beachtet. Einer der Anwesenden war der damalige Erste Lord der Admiralität Winston Churchill. Dieser versprach sich von den Versuchen sehr viel und stärkte Swinton den Rücken. In seinen Augen waren die „Landschiffe“ ein probates Mittel den Krieg zu gewinnen. Dank Churchills Hartnäckigkeit wurden am 29. September 1915 weitere Erprobungen in Auftrag gegeben. Schließlich überarbeiteten die Ingenieure den Entwurf des Holt Caterpillars, um die technischen Vorgaben des Kriegsministeriums zu erfüllen. So sollte der Panzer eine Grabenüberschreitfähigkeit von 2,50 m haben sowie 45° Steigung bewältigen.
Ein entsprechender Entwicklungsauftrag wurde am 24. Juli 1915 der Firma Foster erteilt. Nach verschiedenen Voruntersuchungen begannen Tritton und Wilson, die Chefkonstrukteure der Firma Foster, am 11. August 1915 mit dem Bau eines Prototyps, der als „Tritton“-Panzer später bekannt wurde. Nach erheblichen Änderungen und Verbesserungen entstand daraus der Little Willie (14 t Gewicht, 5 Mann Besetzung, Höchstgeschwindigkeit 5,5 km/h und im Gelände 2 km/h). Dieser hätte auf seinen kastenartigen Aufbau noch einen Drehturm mit einer 2-Pfünder-Kanone erhalten sollen, war aber für den Felddienst vollkommen untauglich: Die Silhouette würde viel zu hoch und zur geforderten Überwindung von 2,5 m breiten Gräben wäre der Schwerpunkt viel zu hoch gewesen. Deshalb ließ Tritton diese Idee schnell fallen und verschloss die Turmöffnung durch eine aufgenietete Platte. Der „Little Willie“ wurde ab dann nur noch zur Fahrerausbildung und zur Erprobung des Raupenfahrwerks für einen neuen Panzer verwendet: Diese Raupen wurden zu Recht als die Schwachstelle der gesamten bevorstehenden Entwicklung erkannt. Währenddessen wandte sich Wilson einem vollkommen neuen Konzept der Panzerkettenlaufwerke zu: Die Raupenkette (im deutschen Sprachgebrauch hieß sie „ungeschütztes Laufband“) sollte umlaufend ein rhombenförmiges Gehäuse umschlingen und zwei 6-Pfünder-Kanonen sollten seitlich angebracht werden: das ergab einen niedrigen Schwerpunkt und eine gute Grabenüberschreitfähigkeit. Der Prototyp des Mark I, der Big Willie war entstanden. Das Gefährt war 9,90 m lang und 28 t schwer. Die Panzerung betrug zwischen 8 und 14 mm.
Der Name „Tank“ wurde aus Geheimhaltungsgründen gewählt: die Waffe war brandneu und wurde als „möglicherweise kriegsentscheidend“ und daher als „streng geheim“ eingestuft. Um vom ursprünglichen Thema „Panzerkampfwagen“ also weitestgehend abzulenken, wurden neugierige Fragen: „an was man da gerade arbeite“, schlicht mit „Arbeiten an einem Tank“ (also einem Behälter für Flüssigkeiten) beantwortet. Tatsächlich sahen die ersten britischen Panzer ohne Kanone und Kette im Rohbau eher wie ein Tank aus als wie eine neue Waffe. Nach dem ersten Erscheinen der britischen Tanks auf den Gefechtsfeldern war es auf deutscher Seite dann auch nicht mehr notwendig, andere Namen als die tatsächlichen zu verwenden: Panzerkampfwagen und als Abkürzung schlicht Panzer. Im englischen Sprachraum hat sich bis heute der Begriff Tank erhalten.

Der deutsche Militärwissenschaftler George Soldan schrieb ein Jahrzehnt nach dem Ende des Ersten Weltkriegs:
Die Bezeichnung ‚Tank‘ war eine geschickte Verschleierung; es sollte der Eindruck erweckt werden, als handele es sich um große fahrbare Brennstoffbehälter. Aus diesem Grund war der moralische Erfolg der plötzlich aus dichtem Nebel auftauchenden und gegen unsere Front zustrebenden, unseren Truppen bis dahin unbekannten ‚Sturmwagen‘ ein erheblicher. Es bot sich etwas ganz Neuartiges mit scheinbarer Unverletzlichkeit. 
Selbst in den englischen Fabriken, in denen Teile für die ersten Panzer hergestellt wurden, herrschte die Verschleierung durch das Wort Tank: Die Arbeiter sollten tatsächlich denken, sie würden massive Wassertanks bauen. Panzer waren eine technische Neuentwicklung, die die Militärs so lange wie möglich geheim halten wollten.

## Erste britische Panzer

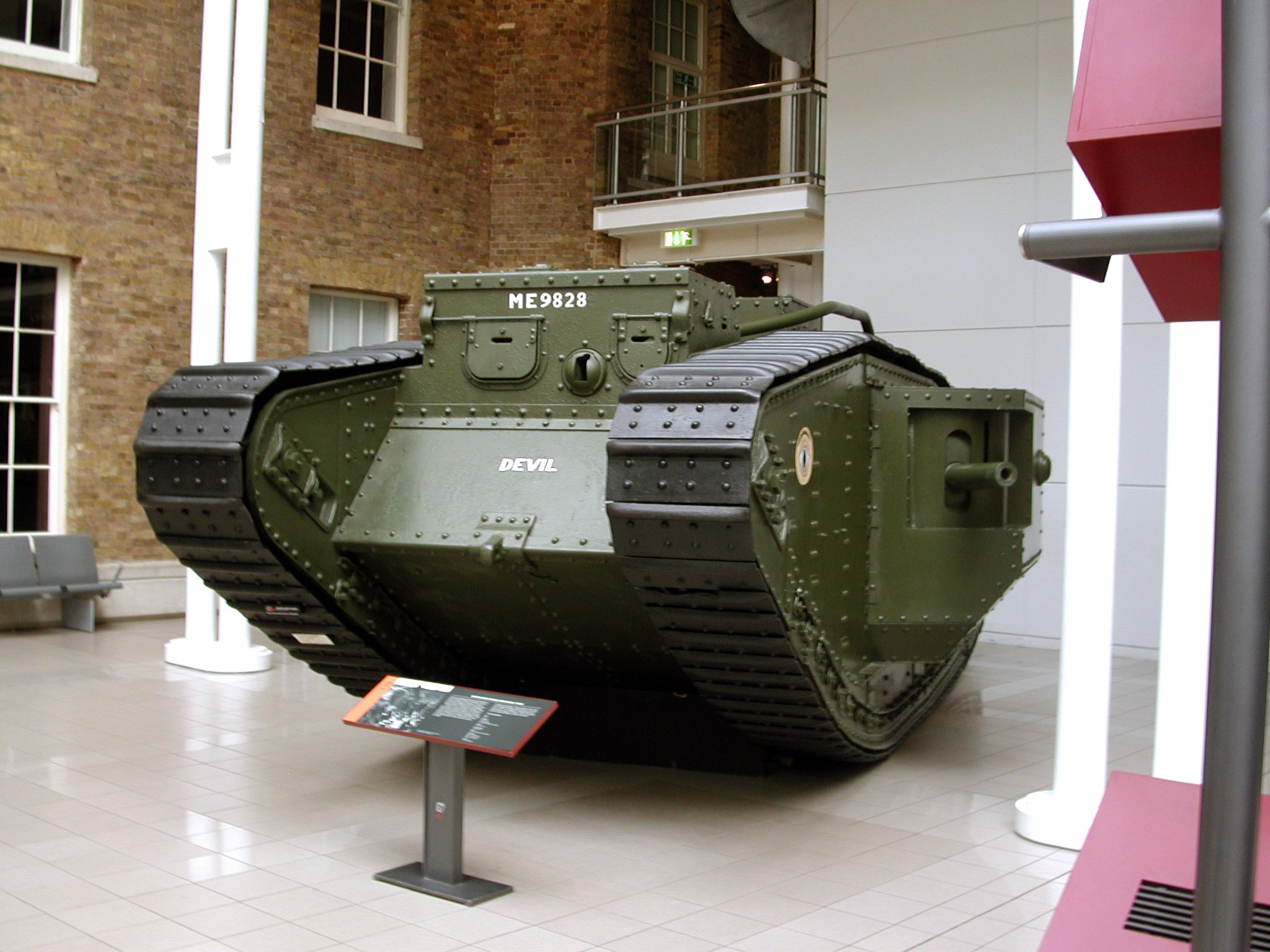
„Männlicher“ Mark V im Museum

1916 erschienen die ersten Panzer vom Typ Mark I. Sie wurden in „male“ und „female“ eingeteilt. Die Fahrzeuge waren dieselben; „männliche“ Panzer waren mit Kanonen und Maschinengewehren ausgestattet, „weibliche“ Panzer nur mit Maschinengewehren. Dieses Konzept hatte man von „Little Willie“ und „Big Willie“ übernommen. Diese Panzer waren rhombenförmig und hatten keinen Turm. Die Geschütze waren wie bei vielen zeitgenössischen Kriegsschiffen in Kasematten angeordnet. Häufig wurden auch Faschinen mitgeführt, um größere Hindernisse überwinden zu können oder nachfolgender Infanterie den Weg zu ebnen. Diese Faschinen konnten zum Beispiel einfach über Stacheldraht gelegt werden und bildeten so eine Art Steg. Als einfachen Schutz gegen angreifende Infanterie setzte man manchmal dreieckige „Dächer“ auf die Panzer auf. Wenn Infanteristen Handgranaten auf das schwächer gepanzerte Oberteil warfen, blieben die Granaten nicht liegen, sondern rollten herunter.
Die Modelle Mark I bis Mark III waren eher in kleiner Zahl gebaute Prototypen, trotzdem wurden sie auf dem Schlachtfeld verwendet. Der Mark IV war der erste in Serie produzierte Panzer. Sein Nachfolger Mark V wurde bis in die 1930er Jahre verwendet. Die Konstruktion war so erfolgreich, dass aus Mark-V-Panzern Brückenleger und Minenräumer gebaut wurden, obwohl technisch überlegenes Material bereits vorhanden war. Ein kleinerer und wendiger Panzer war der als „Whippet“ bekannte Mark A. Er diente weniger zu Durchbrüchen, sondern sollte die von schweren Panzern erreichten Durchbrüche ausnutzen. Er hatte als erstes Fahrzeug das Konzept des Turmpanzers, auch wenn der Turm nicht drehbar war. Auch der „Whippet“ wurde relativ lange genutzt. In den 1920er Jahren wurden einige Mark A sogar nach Japan exportiert.

## Französische Entwürfe

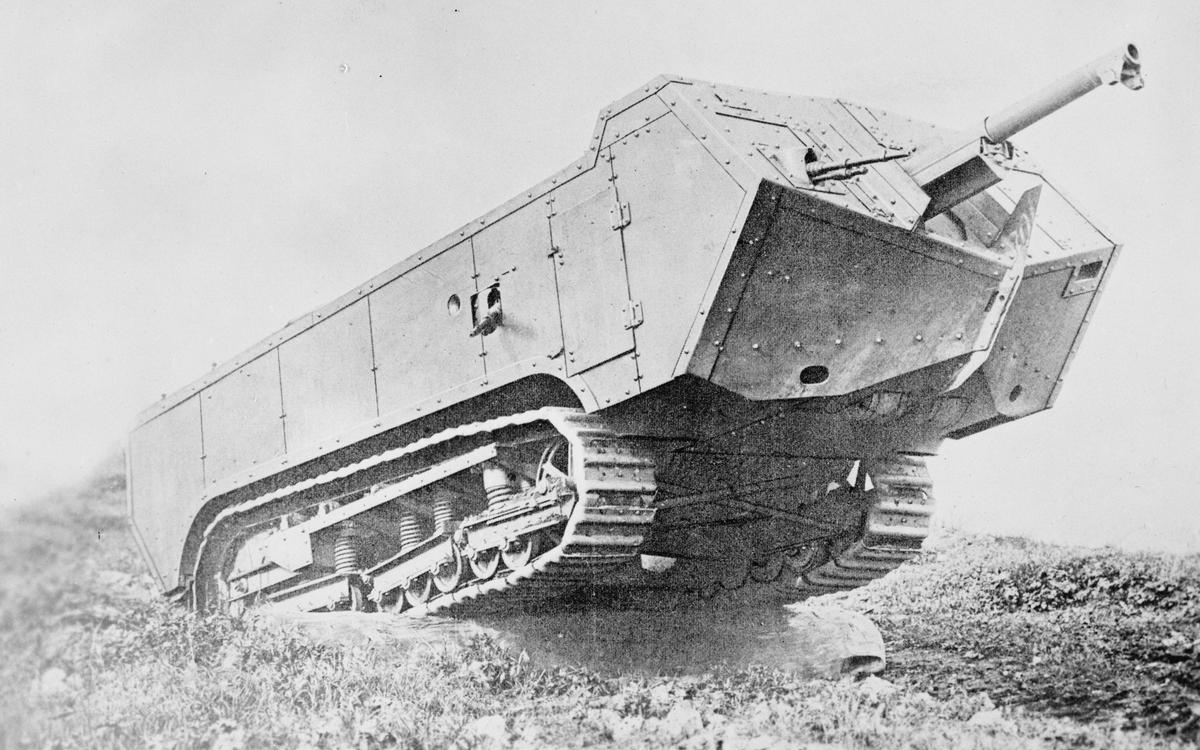
Französischer Panzer St. Chamond

Auf französischer Seite verfolgte man die britischen Anstrengungen bei der Konstruktion der Tanks sehr genau. Im Gegensatz zu den Briten konnten die Franzosen allerdings auf bereits gemachte Erfahrungen zurückgreifen. Das Ergebnis waren der Char d’assaut St. Chamond und der Char d’Assaut Schneider. Beide Kampfwagen machten sich gegenseitig Konkurrenz und waren bei weitem nicht so ausgereift wie die britischen Gegenstücke. Der St. Chamond neigte stark zur Kopflastigkeit. Dies lag an dem verwendeten Holt Raupentriebwerk, das für die enorme Gesamtlänge des St. Chamond von 8,83 Meter viel zu kurz war. Beide Fahrzeuge krankten weiterhin an ihren mangelnden Geländefähigkeiten. Eine Einteilung in „männliche“ und „weibliche“ Panzer gab es nicht.
Die beste französische Entwicklung des Krieges war der Renault FT. Das Fahrzeug ist der erste echte Turmpanzer der Welt. Der voll drehbare Turm war mit einer 37-mm-Kanone oder einem MG bewaffnet. Der FT stellte einen Durchbruch in der Panzerentwicklung dar. FT dienten sogar noch im Zweiten Weltkrieg bei Einheiten der französischen Armee, obwohl das Fahrzeug damals hoffnungslos veraltet war: Es hatte bei einem Gewicht von 7 Tonnen nur 35 PS und fuhr im Gelände deshalb nur maximal 8 km/h.

## Französische Sonderwege
Aus den Erkenntnissen, die der Erste Weltkrieg brachte, suchten die Franzosen nach Geschützträgern und nicht nach Kampfpanzern. Colonel Louis Filloux (1869–1957) entwickelte aus diesen Vorgaben die GPF 194 mm. Aus dem Werk St. Chamond, aus dem auch einer der wichtigsten Panzer Frankreichs kam, wurde der St.-Chamond 280-mm-Mörser geliefert. All dies sollte zur Motorisierung gerade der schweren Artillerie führen. Die Geschütze auf Kettenlaufwerk waren noch sehr anfällig und hatten Probleme mit der Standfestigkeit, trotzdem waren es erste Ansätze für die Erstellung der späteren Selbstfahrartillerie („Selbstfahrlafette“).

## Deutsche Reaktion

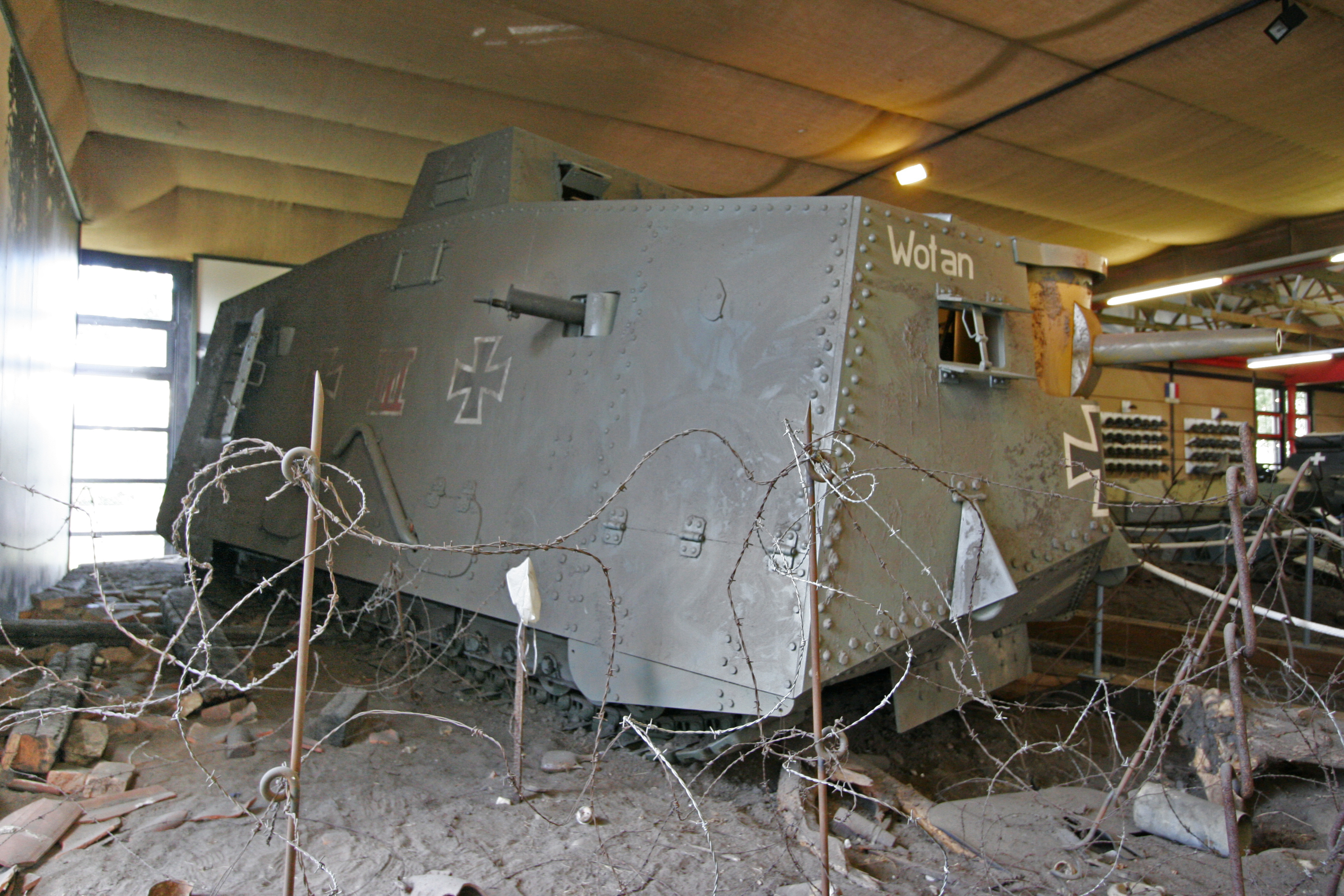
Nachbau des A7V „Wotan“ im Panzermuseum Munster

Das Auftauchen gepanzerter Fahrzeuge der Entente vor den deutschen Linien veranlasste die Führung zu einem raschen Umdenken. Die Allgemeine Verkehrsabteilung 7, daher der Name des Wagens, konstruierte in aller Eile einen schweren Kampfwagen, den A7V. Es wurden zwar mehrere hundert Fahrzeuge des Typs bestellt, aber nur zwanzig Fahrzeuge ausgeliefert. Der Panzer erwies sich als mächtige und für ihre Zeit schnellste Geschützplattform. Kam ein britischer Mark IV auf eine Spitzengeschwindigkeit von 6 km/h, erreichte der A7V bereits 16 km/h. Seine Fahreigenschaften in mittelschwerem Gelände waren durchweg gut, doch bekam er bei extremen Bodenverhältnissen mit tiefen Trichterfeldern, sehr breiten Schützengräben und morastigem Untergrund Schwierigkeiten. Die häufigsten Probleme gab es jedoch mit Motor, Getriebe und Kette. Die Wagen erreichten zwar schon im Januar 1918 die Front, bis sie einsatzfähig waren, verging jedoch noch ein Vierteljahr.
Der A7V hatte mit Abstand die größte Besatzung. 16 Mann waren im Normalfall in dem Wagen unterwegs. Bei Gefechtseinsätzen konnte sich die Zahl jedoch auf bis zu 26 Mann, darunter ein Brieftaubenwart mit seinen Meldetauben, erhöhen.

## Erste Erfolge und neue Taktiken

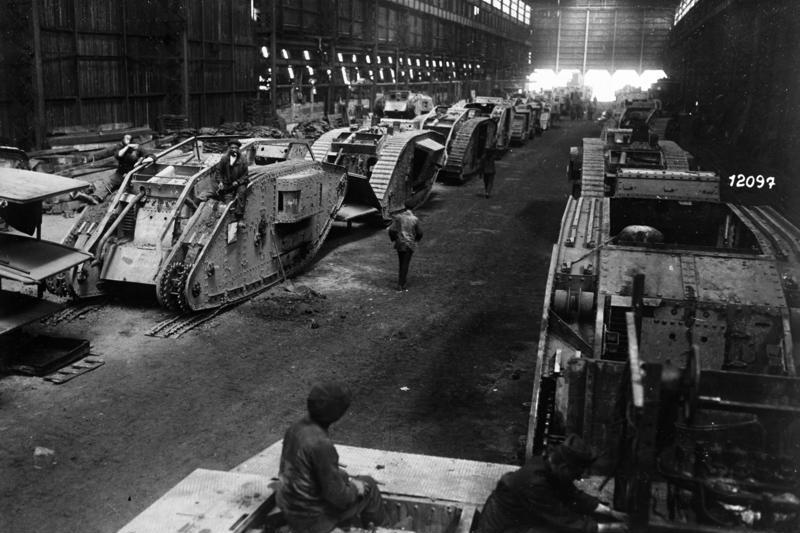
Deutsche Reparaturwerkstatt für erbeutete britische Panzer, Charleroi, 1916

Den ersten Panzer-Angriff führte die britische 4. Armee am 15. September 1916 in der Somme-Schlacht bei Flers durch. Ursprünglich war der Einsatz von 49 Panzern vom Typ Mark I geplant. Die Fahrzeuge waren jedoch noch sehr unzuverlässig, so dass bereits auf dem Weg zur Front 17 Stück ausfielen. Beim Angriff der verbliebenen Panzer flohen die Deutschen teilweise in Panik aus ihren Gräben, der Rest zog sich in Erdlöcher zurück und nahm den Kampf mittels Stielhandgranaten auf, sodass nur fünf „Tanks“ diesen Angriff überstanden.
Die britischen Panzertaktiken der ersten Zeit sahen vor allem die Unterstützung der stürmenden Infanterie vor. An einen geschlossenen Einsatz gepanzerter Verbände wurde nicht gedacht. Der Panzer galt noch nicht als eigenständige Waffengattung. Die vereinzelt auftretenden Gefährte hoben zwar die Moral der stürmenden Infanterie, wurden aber leicht Opfer der deutschen Artillerie. Ein führender britischer General meinte abschätzend zu den neuen Panzerwagen:

„Erstens sind Panzer in schlechtem Gelände nicht zu gebrauchen. Zweitens ist das Gelände im Gefecht immer schlecht. Drittens sind die Panzer auf dem Schlachtfeld nutzlos.“

Trotz solcher Kritiker entwickelten die Panzerkommandanten neue Einsatztaktiken. Aus den Erfahrungen der Dritten Flandernschlacht bei Ypern (31. Juli bis zum 6. November 1917) wurde beschlossen, Panzer nicht mehr in Kleinverbänden, sondern massiert einzusetzen. So konnte der Panzer eine Schlacht entscheiden. Dies sollten die Panzermänner im Winter 1917/18 in Cambrai beweisen.

## Erster Panzergroßeinsatz während der Schlacht von Cambrai
Die Schlacht von Cambrai begann am 20. November und endete am 7. Dezember 1917. Nach Planungen von General Douglas Haig wurden sämtliche verfügbaren 476 britischen Panzer eingesetzt. Dazu zählten neben den 376 Panzern der drei britischen Brigaden gepanzerte Kanonentransporter, Brückenbaumaterialtransporter und Pionierpanzer, die zur Zerstörung von Stacheldrahthindernissen gedacht waren. Erstmals bei einer Schlacht wurden die Aktionen der Bodentruppen mit der Luftwaffe koordiniert. Die ausgearbeiteten Taktiken funktionierten am 20. November. Die Panzerverluste waren zwar hoch – nach dem ersten Tag der Offensive war fast die Hälfte der Tanks zerstört oder nicht mehr einsatzbereit, doch der Panzer hatte seinen Wert auf dem Gefechtsfeld bewiesen. Die deutsche Front war auf einer Breite von 16 Kilometern und einer Tiefe von neun Kilometern durchbrochen worden. Die Koordination der Panzer- und Infanterieeinheiten war teilweise mangelhaft. Nach dem ersten Durchbruch der deutschen Linien machten Teile der britischen Infanterie eine Pause. Bei der Wiederaufnahme des Angriffs folgten diese Infanteristen fast 100 Meter hinter den vorrückenden Panzern. Damit waren die Infanteristen ohne Panzerdeckung und mussten sich beim ersten Feuerschlag der deutschen Geschütze zurückziehen. Die allein vorauseilenden Panzer waren ebenfalls ein leichtes Ziel für die deutschen Kanonen und wurden einer nach dem anderen außer Gefecht gesetzt. Je nach Quelle wurden am ersten Angriffstag 4000 bis 8000 Deutsche gefangen genommen und 100 Geschütze erbeutet. Die Briten verloren am ersten Angriffstag 4000 Soldaten, 49 Panzer wurden durch Volltreffer von Geschützgranaten zerstört. Sehr viele der anderen Panzer waren schwer beschädigt und von über 40 waren die Ketten abgesprungen. Die deutschen Truppen wurden nun massiv verstärkt und weitere britische Angriffe brachten keine größeren Geländegewinne. Am 27. November wurden die britischen Angriffe eingestellt und die Panzer zu einer gründlichen Überholung von der Front abgezogen. Beim deutschen Gegenangriff am 30. November 1917 wurden erstmals in großem Umfang speziell geschulte Sturmbataillone bzw. Stoßtrupps nach der Hutier-Taktik eingesetzt. Bis zum 7. Dezember wurden 9000 britische Soldaten gefangen genommen und 148 Geschütze, 716 Maschinengewehre sowie mehr als 100, zumeist beschädigte, britische Panzer erbeutet. Bei Cambrai wurden von 476 eingesetzten Panzern mehr als 250 von den Deutschen vernichtet oder erbeutet. 50.000 deutsche und 45.000 britische Soldaten waren nach der Schlacht durch Tod, Gefangennahme, Verwundung und Erkrankung nicht mehr einsatzfähig.
Die Schlacht von Cambrai beeinflusste erheblich die späteren deutschen Militärplanungen. Die Taktik der Briten zur Koordinierung der Infanterie, Luft- und Panzerstreitkräfte setzte neue Maßstäbe in der Kriegsführung und wurde im Zweiten Weltkrieg erfolgreich von den Deutschen innerhalb der „Blitzkrieg“-Taktik eingesetzt. Die deutschen Militärs erkannten die Vorzüge speziell geschulter Sturmbataillone bzw. Stoßtrupps und den Vorteil beweglicher Truppen, die schnell an kritische Frontabschnitte verlegt werden konnten.

## Erstes Panzerduell
Die erste Panzerschlacht der Geschichte fand am 24. April 1918 während der deutschen Frühjahrsoffensive im Raum Villers-Bretonneux statt. Dieses Städtchen und ein nahegelegener Wald sollte den Engländern entrissen werden. Alle drei A7V-Abteilungen der 2. Armee wurden dabei eingesetzt. Die dreizehn verfügbaren Wagen wurden in drei getrennten Operationsgruppen eingesetzt. Bei besten Bodenverhältnissen für die Panzer sowie Nebel, welcher den Einsatz britischer Artillerie verhinderte, kamen die Deutschen rasch voran. Als erstes blieb Wagen 506 Mephisto mit verstopften Düsen liegen und kippte, nachdem er wieder flottgemacht worden war, in einen großen Granattrichter, wo er von seiner Besatzung aufgegeben wurde. Wagen 542 Elfriede (Abt. 2) brach beim Überfahren eines britischen Gefechtsstandes in diesen ein und kippte um. Wagen 561 Nixe (Abt. 2) stand auf der Straße nach Cachy drei britischen Mk. IV Tanks (2 „weibliche“ MG-Panzer, ein „männlicher“ Kanonenpanzer) gegenüber. Nachdem Nixe die zwei MG-Panzer schwer getroffen und auch der Kanonentank Probleme hatte, waren die Deutschen schon siegesgewiss. Doch dann schoss der britische Kanonentank dreimal zurück und beschädigte den deutschen Wagen schwer. Beim Aussteigen wurden fünf Mann deutsche Besatzung vom Maschinengewehr der Engländer getötet. Nachdem eine Fliegerbombe dem Kanonentank nichts anhaben konnte, schaltete ihn deutsche Artillerie, kurz bevor er ein Gefecht mit einem weiteren deutschen Wagen beginnen konnte, endgültig aus, so dass der deutsche Panzerkommandant seinen noch bedingt fahrfähigen Wagen rund zwei Kilometer zurückfahren konnte. Dann blieb Nixe mit Motorschaden liegen und wurde aufgegeben. Die beiden Panzerkampfwagen 504 und 525 trafen wiederum östlich von Cachy auf sieben Mark A-Panzer. Vier wurden ausgeschaltet, die übrigen drei flohen.
Der taktische deutsche Erfolg, Villers-Bretonneux zurückzuerobern, war nur von kurzer Dauer, denn schon innerhalb der nächsten Nacht nahmen australische Truppen das verlorene Gebiet wieder ein. Dennoch zeigte sich hier die Wirkung der neuen Panzerwaffe.
Die Entente setzten gegen Kriegsende immer mehr Panzer ein. Mitte August 1918 ergaben sich geschlossene Abteilungen deutscher Armeen den „Tanks“.

## Zwischen den Kriegen
Da der Panzer seinen Wert auf dem Gefechtsfeld bewiesen hatte, ging die Entwicklung gepanzerter Fahrzeuge nach dem Ende des Ersten Weltkrieges weiter. Viele Staaten erkannten die Notwendigkeit einer Panzerwaffe nicht.
Die Weltwirtschaftskrise und die wirtschaftliche Stagnation erschwerten die Neuentwicklung von Panzern und anderer neuer Waffensysteme. Die Aufmerksamkeit vieler Militärs lag wohl eher bei den großen Fortschritten der Luftfahrt bzw. Flugzeugtechnik (siehe auch Maschinengewehre in Flugzeugen, Maschinenkanone).
Einige Militärs erkannten dennoch den Nutzen von Panzerwaffen. Die Konstruktionen verliefen in sehr unterschiedlichen Bahnen.

### Deutsches Reich

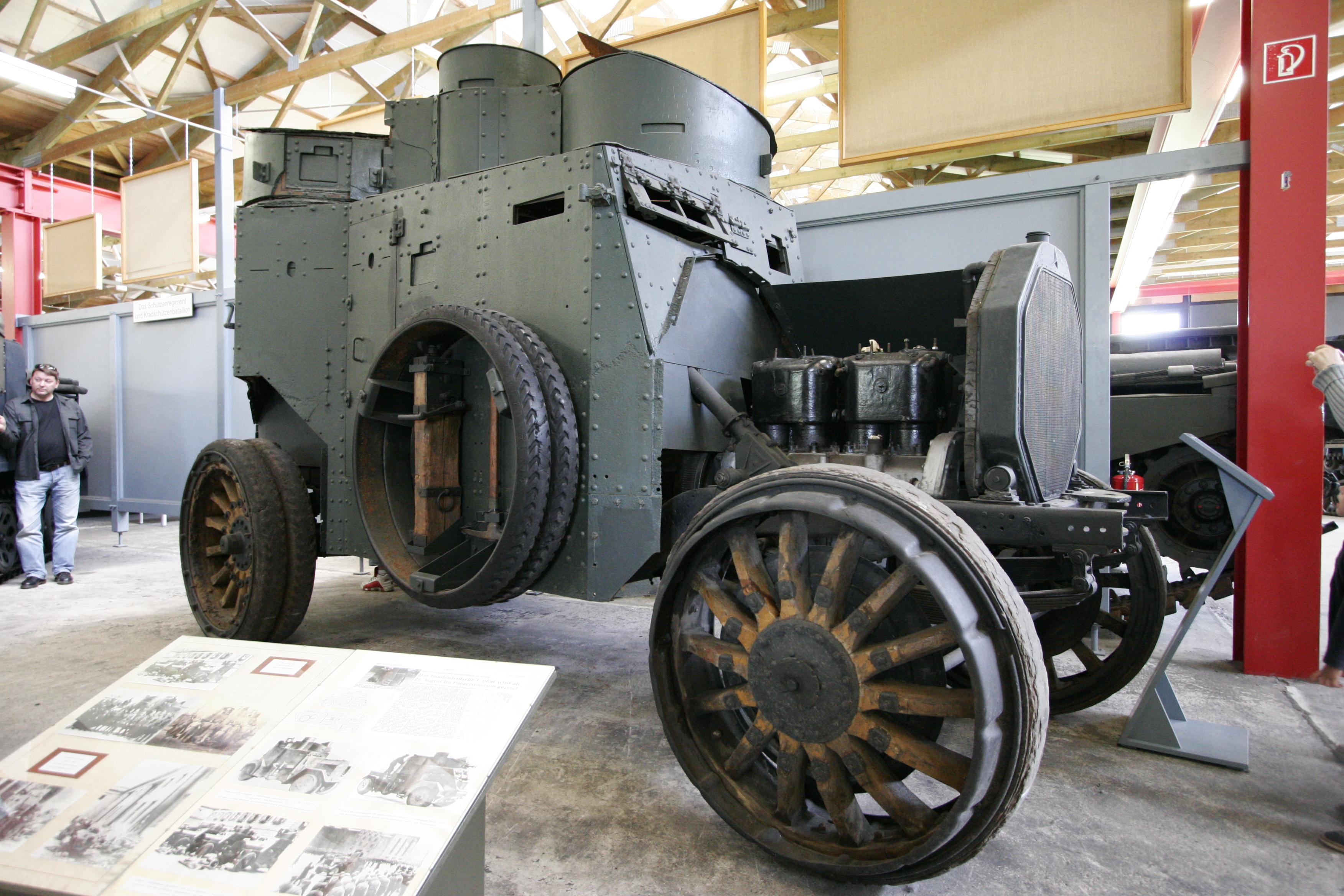
Daimler DZVR 21

Der Versailler Vertrag verbot dem Deutschen Reich den Bau und den Besitz von Panzern. Vor allem die Siegermächte trieben die Entwicklung von Panzerfahrzeugen voran. Gleichwohl entwickelten auch deutsche Ingenieure Prototypen und erprobten diese mit Hilfe der Sowjetunion in der Panzerschule Kama. Offiziell produziert werden konnten die Panzerfahrzeuge erst nach der Zusicherung der militärischen Gleichberechtigung des Deutschen Reiches durch die Genfer Abrüstungskonferenz im Jahre 1932. Als einzige gepanzerte Streitmacht der Reichswehr dienten damals einige wenige Vierradfahrzeuge mit leichter Panzerung und einem oder zwei MG als Bewaffnung (Erhardt 21, Erhardt E-V4, Ehrhardt 17, Daimler DZVR 21). Diese wurden von den Siegermächten des Ersten Weltkrieges nicht als gefährlich erachtet.
Das NS-Regime begann bald nach der Machtergreifung ein sehr umfangreiches Programm zur Aufrüstung der Wehrmacht.

### Großbritannien

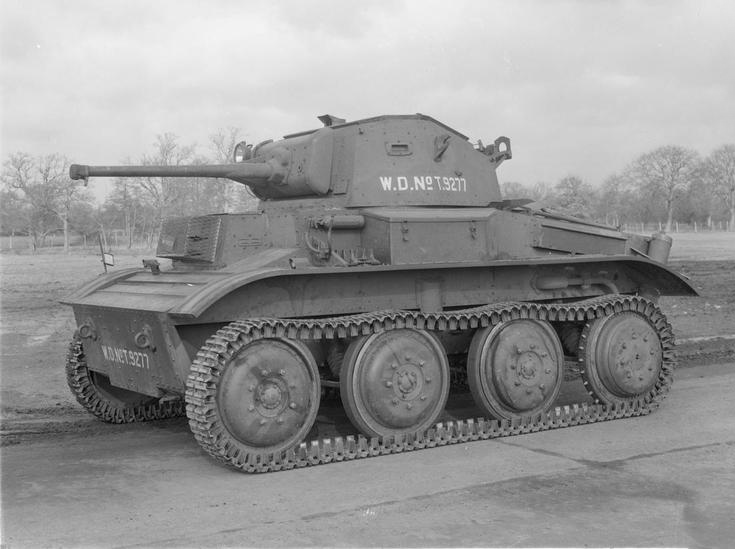
Tetrarch-Panzer

Das Konzept „männlicher“ und „weiblicher“ Panzer wurde in Großbritannien weitgehend aufgegeben, da man der Meinung war, der Panzer sei in erster Linie ein Unterstützungsfahrzeug der Infanterie.
Die Panzer wurden in Infanterie- (= leichte Panzer) und Kreuzerpanzer (= mittlere Panzer) klassifiziert. Kreuzerpanzer sollten feindliche Panzerverbände bekämpfen. Leichte Panzer sollten als Verbindungsfahrzeuge dienen.
1926 beauftragte das britische Verteidigungsministerium Vickers mit der Entwicklung eines neuen leichten Panzers, der den bisherigen Medium Mark II ablösen sollte. Nachdem sich drei Design-Entwürfe nicht bewährten, begann man 1928 mit der Entwicklung des Vickers Medium Mark III. 1930 wurden drei Prototypen gebaut.
Von den rundumlaufenden Ketten des Ersten Weltkriegs nahm man bei der Konstruktion neuerer Panzer Abstand.
Aufgrund der Insellage Großbritanniens bekam die Marine den Vorrang gegenüber dem Aufbau einer schlagkräftigen Panzerwaffe. Daher wurde eine gepanzerte experimentelle Brigade (Experimental Mechanized Force, EMF) unter dem Panzerexperten Generalmajor Fuller in den 1930er Jahren wieder aufgelöst. Drei Jahre vor Ausbruch des Zweiten Weltkrieges wurde ein Großteil der von der EMF verwendeten Ausrüstung nach Ägypten geschickt und die Forschung damit weitgehend eingestellt. Nur der leichte Panzer Light Tank Mark VII (später Tetrarch genannt) wurde weiterentwickelt. Das änderte sich mit Beginn des Krieges 1939 radikal.

#### PanzerValentine
Vickers-Armstrongs stellten am Valentinstag 1938 dem Minister zur Koordinierung von Verteidigungsangelegenheiten einen von ihnen entwickelten Panzer vor. Er wurde aus diesem Anlass Valentine genannt. Der Panzer der Klasse Mark III wurde in elf Varianten von drei Unternehmen in mehreren tausend Exemplaren gebaut. Auch in Kanada wurden Fahrzeuge in Lizenz gefertigt.
Im Juli 1939 erhielt Vickers-Armstrongs den Auftrag für 275 Panzer, weitere 125 wurden von der Metropolitan-Cammell Carriage & Wagon Co. Ltd. (MCCW – Metro Cammell) geliefert, 200 von der Birmingham Railway Carriage and Wagon Company.
Im Frühsommer 1940 waren bereits 1325 Valentine in Auftrag gegeben und weitere 600 wurden bestellt – zusätzliche 300 in Kooperation mit Kanada. Mitte 1941 rollten monatlich 45 Fahrzeuge aus den Werkhallen und lösten Zug um Zug die älteren Matilda II ab.
In den Valentine II (Infanteriepanzer Mark III) wurde anstelle des Ottomotors der Serie Valentine I ein 6-Zylinder-Dieselmotor eingebaut. Alle Versionen der frühen Kriegsjahre waren mit einer 2-Pfünder-Kanone und einem 7,92-mm-MG bewaffnet. Folgevarianten wurden insbesondere mit einem größeren Turm und einer stärkeren Hauptbewaffnung ausgestattet.
Der Valentine wurde erstmals in größerem Umfang während der Operation Crusader im November 1941 in Nordafrika eingesetzt. Seine Vorteile gegenüber dem Matilda II waren die etwas bessere Beweglichkeit und die hohe mechanische Zuverlässigkeit. Als großer Nachteil erwies sich die unverändert gebliebene Hauptbewaffnung. Spätere Modelle wurden mit einer 6-Pfünder-Kanone aufgerüstet, was jedoch nur unter Verzicht auf ein Mitglied der Turmbesatzung möglich war. Um die Feuerkraft der gepanzerten Verbände zu verbessern, entstanden 1943 auf dem Fahrgestell des Valentine zunächst die Artillerie-Selbstfahrlafette Bishop und später der Panzerjäger Archer. Mit Verfügbarkeit der besser bewaffneten Churchill und Sherman wurde der Valentine von diesen abgelöst und fast nur noch als Ausbildungsfahrzeug eingesetzt.

#### Luftlandepanzer
1944 wurde der Light Tank Mk VII Tetrarch den neuaufgestellten Luftlandedivisionen zugeteilt und als Luftlandepanzer am D-Day (6. Juni 1944) bei der Landung in der Normandie von britischen Fallschirmjägern wenig erfolgreich eingesetzt.

### Frankreich

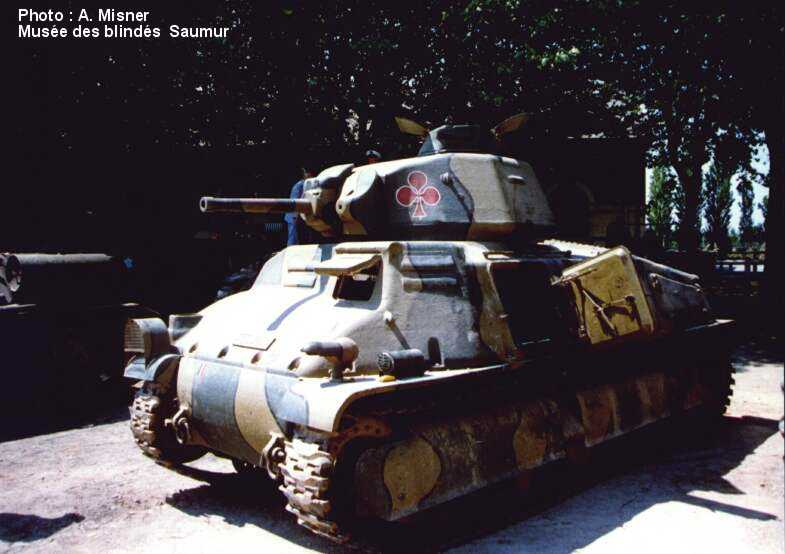
Französischer S-35 Somua

In Frankreich konzentrierte man sich vollständig auf den Bau von Turmpanzern. Wie schon im Ersten Weltkrieg ließ man sich zwar von britischen Entwürfen beeinflussen, beschritt aber eigene Wege. Die Franzosen konstruierten mit dem Somua S-35 einen der besten mittleren Panzer der Zwischenkriegszeit. Ebenso fortschrittlich war der schwere Panzer Char B1. Die französischen Fahrzeuge zeichneten sich vor allem durch eine gute Geländegängigkeit aus. Nachteilig war, dass die französische Einsatztaktik sich vollständig auf den Schutz durch mächtige Festungen verließ, was sich im Zweiten Weltkrieg als schwere strategische Fehleinschätzung erweisen sollte. Leichte Panzer wie der Renault FT wurden zwar nicht mehr produziert, stellten aber nach wie vor das Rückgrat der schnellen Husarenverbände, wie die leichte Panzertruppe Frankreichs heute noch heißt, dar. Nach der französischen Doktrin sollten die Panzerverbände in Bataillonsstärke hinter den Festungen operieren, um feindliche Umgehungsversuche zu vereiteln. Diese in der Konzeption schlüssige Taktik verpuffte, weil die deutschen Panzer in großen Rudeln attackierten. Die Stärke der französischen Panzer konnte so nicht vollständig ausgespielt werden.

### Sowjetunion

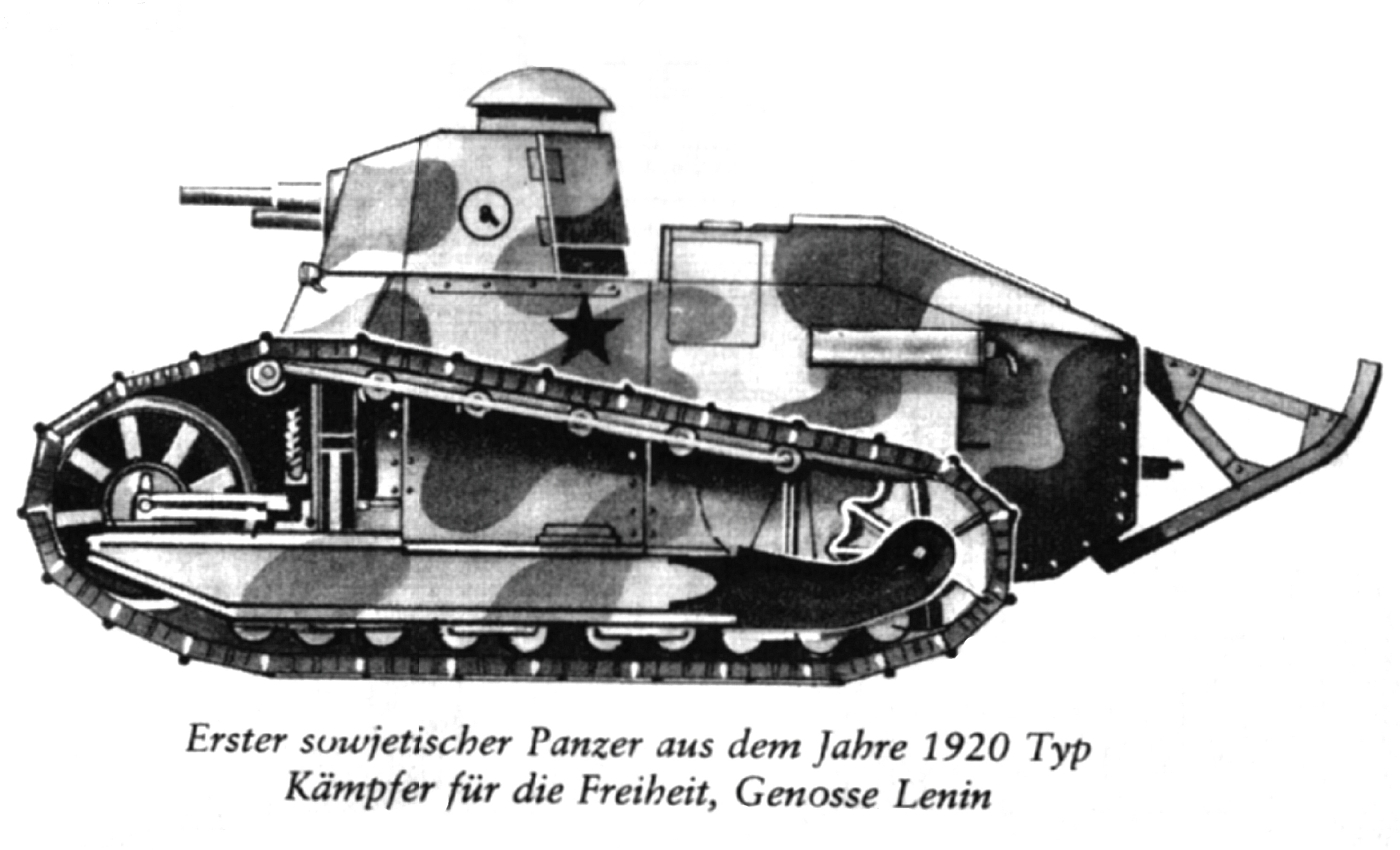
„Kämpfer für die Freiheit Genosse Lenin“

Die Sowjetunion hatte nach dem Krieg, der Revolution und dem Bürgerkrieg massiven Rüstungsbedarf. Schon während des Bürgerkrieges wurde der erste Typ entwickelt, gebaut und eingesetzt. Die Typenbezeichnung war „Kämpfer für die Freiheit Genosse Lenin“. Technisch lehnte er sich an den Renault M17/18 an. Hersteller war das Werk „Krasnoje Sormowo“, die erste Probefahrt fand am 31. August 1920 statt. Gebaut wurden etwa 20 Stück, die alle im Bürgerkrieg eingesetzt wurden. In den Jahren bis 1927 wurden die Entwicklungsarbeiten fortgesetzt, sie mündeten im Typ „MS-1“(T-18), eingesetzt im russisch-mandschurischen Konflikt 1929, die Bewaffnung war die gleiche wie beim Typ „Lenin“ und die Besatzung bestand aus zwei Mann. Eine völlige Neuentwicklung war 1930 der mittlere Panzer T-24. Gleichzeitig wurde der Tank Grote entwickelt, aber nie in Serie gebaut.
Entsprechend den Richtlinien des „Obersten Kriegsrates der Roten Armee“ (das Pendant zum Deutschen Generalstab) erfolgte eine Klassifizierung in leichte, mittlere und schwere Panzer sowie eine Typenbereinigung mit einhergehender Standardisierung von Waffen und Baugruppen. Man richtete mehrere Konstruktionsbüros ein, die sich mit der Entwicklung von Motoren, Waffen, Laufwerken und deren Zusammenfügung zu Standard-Panzern befassten. Man kann drei Entwicklungslinien nennen: leichte Panzer mit den Typen T-26 und T-27, mittlere Panzer (BT-Serie) und schwere Panzer mit den Typen T-28 und T-35. Der T-35 war ein sogenannter „Durchbruchspanzer“ mit mehreren Kanonen- und MG-Türmen. Dieser Typ bewährte sich im Einsatz nicht, alle Exemplare gingen in den Anfangstagen des Deutsch-Sowjetischen Krieges verloren. Aus der Kombination von BT-Serie und T-28 wurden schließlich der T-34 und der KW-1 entwickelt.
In der Sowjetunion entstand somit in der Zeit von 1920 bis 1940 eine eigenständige Panzerindustrie, deren Leistungsfähigkeit der westlicher Industriestaaten nicht nachstand und in manchen Bereichen voraus war. Anregungen bezog die Sowjetunion vor allem im britischen Panzerbau, teils durch den Bezug von Lizenzen (Vickers), teils durch umfangreiche Spionage. Als die Reichswehr mit der Panzerentwicklung begann, war die Sowjetunion schon wesentlich weiter. Beeindruckend waren auch die Produktionszahlen der Panzer: während im Jahr 1932 etwa 1500 gebaut wurden, hatte sich das Programm im Jahre 1935 auf etwa 11.000 gesteigert.

### Japan
Japan hatte zwischen den Kriegen prinzipiell keinen Verwendungszweck für Panzer und auch später wurde wegen des von Japan gewählten Kampffeldes im Pazifik recht wenig Wert auf gepanzerte Streitkräfte gelegt. Dennoch wurden britische Mark A und französische Renault FT für die kaiserliche Armee importiert. Sie waren bestens geeignet für die Aufgaben, die das japanische Oberkommando seinen Panzerstreitkräften vorgab.

### Vereinigte Staaten
Die ersten in den USA produzierten Panzermodelle waren der Holt Gas-Electric Tank und der Steam Tank, die aber nicht über das Prototypenstadium hinauskamen. Der Mark VIII „Liberty Tank“, basierend auf der britischen „Mark“-Serie, wurde in Stückzahlen produziert, aber nicht mehr im Krieg eingesetzt. Aufgrund von Budgetbeschränkungen blieb es bis Anfang der 1930er Jahre bei der Entwicklung von Prototypen, deren wichtigster der mittlere Panzer T2 (M1) von 1930 war. Erst ab Mitte der 1930er Jahre begann man mit der Serienproduktion neuer Panzermodelle. Hierbei legte man vor allem Wert auf schnelle, leichter gepanzerte Fahrzeuge (u. a. M2 Light Tank und M2 Medium Tank). Mittlere und schwere Kampfwagen wurden erst kurz vor und während des Krieges produziert. Bis 1941 war der M3 Stuart die Hauptpanzerwaffe der US Army.

### Polen
Nach dem Ersten Weltkrieg besaß Polen eine kleine Anzahl erbeuteter deutscher A7V. Aufgrund der neuen Lage in Europa und der Entwicklung im Panzerbau galt der A7V bald als veraltet, so dass man in Polen ab 1920 mit der Entwicklung einer ganzen Reihe leichter Panzer begann. Das erste produktionsreife Modell war der TK-3. Er war allerdings noch schwach gepanzert und bewaffnet. Sein Nachfolger war der TKS, immer noch mit nur einem MG schwach bewaffnet, doch deutlich verbesserter Panzerung und Motorisierung.